# 드포 대학교
드포 대학교(DePauw University)는 미국 인디애나주 그린캐슬에 있는 사립 대학교이다.